# Michael Starr (homme politique)
Pour les articles homonymes, voir Michael Starr et Starr.
Michael Starr (né Michael Starchewsky) (14 novembre 1910-16 mars 2000) est un homme politique canadien de l'Ontario. Il est député fédéral progressiste-conservateur de la circonscription ontarienne d'Ontario de 1952 à 1968.

## Biographie
Né à Copper Cliff dans la région de Sudbury en Ontario, Starr naît de parent d'origine ukrainienne ayant vécu en Galicie dans l'empire d'Autriche-Hongrie qui est aujourd'hui connu comme l'Ukraine occidentale.
Starr entame une carrière publique en devenant conseiller de la ville d'Oshawa à partir de 1944 jusqu'au moment où il devient maire en 1949. Il demeure à ce poste jusqu'en 1952.
Il tente sans succès de briguer un poste de député lors des élections générales ontariennes de 1951 (en).
Élu député de la circonscription d'Ontario à la Chambre des communes du Canada lors d'une élection partielle en 1952, il est réélu en 1953, 1957, 1958, 1962, 1963 et en 1965. Il est défait par une faible marge dans Oshawa—Whitby par le futur chef néo-démocrate Ed Broadbent en 1968. Il est à nouveau défait en 1972.
Durant sa carrière parlementaire, il est ministre du Travail dans le cabinet de John Diefenbaker de 1957 à 1963. Il est également leader parlementaire de l'opposition officielle de 1965 à 1968 et sert brièvement comme chef intérimaire de l'opposition officielle du retrait de Diefenbaker de la chefferie progressiste-conservatrice en septembre 1967 jusqu'à la nomination de Robert Stanfield en novembre 1967.
Lors de la course à la direction du Parti progressiste-conservateur de 1967 (en), Starr termine en 9e position sur 11 et est éliminé au second tour.
De 1968 à 1972, il est juge à la cour de la citoyenneté de Toronto. En 1963, il siège à la Commission de la sécurité professionnelle et de l'assurance contre les accidents du travail (en) (CSPAAT) et y demeure jusqu'en 1980.
En 1979, Starr est nommé colonel honoraire du The Ontario Regiment (RCAC) d'Oshawa. Il conserve cette position jusqu'en 1983.
En 1983, le gouvernement de l'Ontario nomme l'immeuble du 33 King St. West d'Oshawa le Michael J. Starr Building en son honneur.